# 皮拉米德峰
62°41′20.6″S 60°21′42.5″W / 62.689056°S 60.361806°W

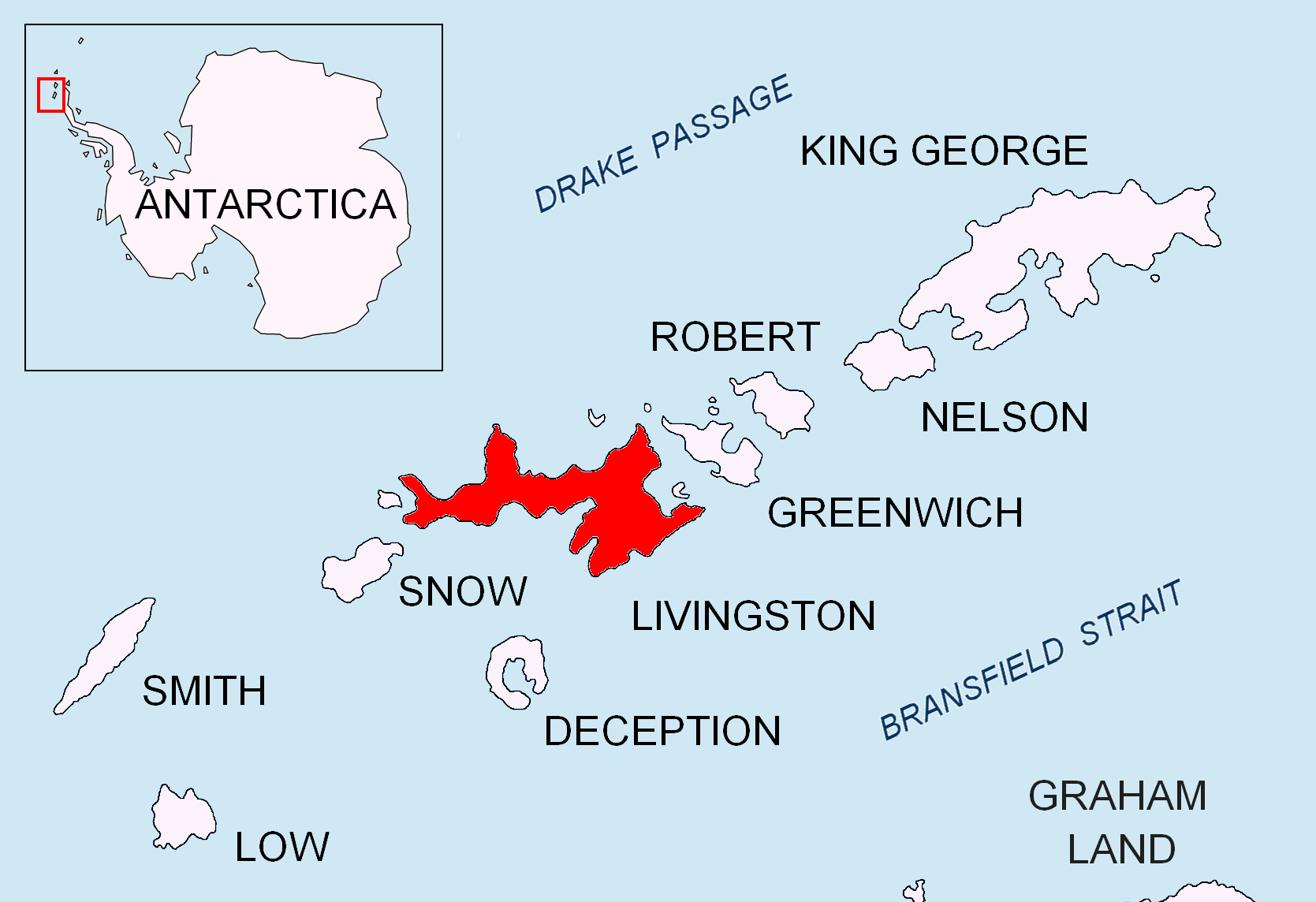

皮拉米德峰（Pirámide Peak），是南極洲的山峰，位於南設得蘭群島的利文斯頓島，處於雷納索菲亞山東南面2.33公里、米拉多爾山西南面1.41公里、穆爾斯峰以西0.93公里、斯韋爾滕峰西北面0.43公里、卡內蒂峰西北面4.42公里、賓恩峰東北面4.49公里、卡斯特爾維峰西南面1.31公里的赫德冰帽東南側，海拔高度366米，現時由南極條約體系管理。